# Structured Inventory of Malingered Symptomatology
 (février 2021).
La mise en forme du texte ne suit pas les recommandations de Wikipédia : il faut le « wikifier ».
Les points d'amélioration suivants sont les cas les plus fréquents. Le détail des points à revoir est peut-être précisé sur la page de discussion.
- Les titres sont pré-formatés par le logiciel. Ils ne sont ni en capitales, ni en gras.
- Le texte ne doit pas être écrit en capitales (les noms de famille non plus), ni en gras, ni en italique, ni en « petit »…
- Le gras n'est utilisé que pour surligner le titre de l'article dans l'introduction, une seule fois.
- L'italique est rarement utilisé : mots en langue étrangère, titres d'œuvres, noms de bateaux, etc.
- Les citations ne sont pas en italique mais en corps de texte normal. Elles sont entourées par des guillemets français : « et ».
- Les listes à puces sont à éviter, des paragraphes rédigés étant largement préférés. Les tableaux sont à réserver à la présentation de données structurées (résultats, etc.).
- Les appels de note de bas de page (petits chiffres en exposant, introduits par l'outil «  Source ») sont à placer entre la fin de phrase et le point final[comme ça].
- Les liens internes (vers d'autres articles de Wikipédia) sont à choisir avec parcimonie. Créez des liens vers des articles approfondissant le sujet. Les termes génériques sans rapport avec le sujet sont à éviter, ainsi que les répétitions de liens vers un même terme.
- Les liens externes sont à placer uniquement dans une section « Liens externes », à la fin de l'article. Ces liens sont à choisir avec parcimonie suivant les règles définies. Si un lien sert de source à l'article, son insertion dans le texte est à faire par les notes de bas de page.
- La présentation des références doit suivre les conventions bibliographiques. Il est recommandé d'utiliser les modèles {{Ouvrage}}, {{Chapitre}}, {{Article}}, {{Lien web}} et/ou {{Bibliographie}}. Le mode d'édition visuel peut mettre en forme automatiquement les références.
- Insérer une infobox (cadre d'informations à droite) n'est pas obligatoire pour parachever la mise en page.

Pour une aide détaillée, merci de consulter Aide:Wikification.
Si vous pensez que ces points ont été résolus, vous pouvez retirer ce bandeau et améliorer la mise en forme d'un autre article.
Le Structured Inventory of Malingered Symptomatology (SIMS) est un test développé par Glenn P. Smith et publié par Smith and Burger.  Le manuel est écrit par Widows et Smith. Les auteurs affirment que le SIMS évalue si la personne feint la maladie, mais les données psychométriques de spécificité sont trop faibles.
Par exemple, l'équipe de Richard Rogers (en) a calculé la spécificité du SIMS à 0,28. Dans cette étude, plus des deux tiers des patients psychiatriques légitimes ont été faussement classés par le SIMS comme feignant leur maladie. Le taux de faux positifs est trop élevé.

## La validité du SIMS

### La validité du contenu
La validité du contenu a été évaluée dans des études récentes et jugée inacceptable,,,.Aucun item du SIMS n'a été jugé capable de différencier les patients légitimes des personnes appelées à feindre une maladie. Le texte des items du SIMS décrit les symptômes médicaux légitimes, par exemple, l'item 44 décrit les acouphènes, l'item 32 l'insomnie, etc. Plus de 50% des articles du SIMS décrivent des symptômes bien connus du syndrome post-commotionnel cérébrale ou du traumatisme cervical et lombaire. Ces symptômes sont particulièrement fréquents chez les patients blessés dans des accidents de voiture, des accidents industriels ou lors d'interventions militaires ou policières. En général, leurs symptômes comprennent la douleur, l'insomnie liée à la douleur, des problèmes de mémoire et de concentration, le TSPT, la dépression, l'anxiété (par exemple, l'anxiété au volant). Ces groupes de blessés courent un risque particulièrement élevé d'être diagnostiqués à tort par le SIMS comme « feignant leurs symptômes. »  Un autre groupe de personnes souvent faussement classées comme feignant en raison de leurs scores SIMS sont celles avec un faible QI ou les patients atteints de psychose sévère.

### La validité du critère
La validité du critère du SIMS a été évaluée statistiquement en comparant un échantillon méta-analytique de personnes normales à un échantillon de personnes blessées dans des accidents graves de voiture et à un échantillon méta-analytique de personnes auxquelles on a demandé de simuler de tels symptômes. 
L'analyse de la variance (ANOVA) a déterminé qu'il n'y avait pas de différence statistique dans les scores SIMS des patients et ceux des personnes feignant des symptômes. Ces deux groupes ont signalé un nombre comparable de symptômes. Ces deux groupes ont indiqué statistiquement significativement plus de symptômes que l'échantillon de personnes normales non blessées ayant répondu honnêtement. 
Le SIMS détecte la différence entre les personnes signalant des symptômes médicaux et celles qui n'en signalent pas, mais pas la différence entre celles qui feignent les symptômes et celles qui en souffrent vraiment. Les patients blessés sont faussement classés par le SIMS comme feignant leurs symptômes médicaux et sont privés de thérapie médicale et d'autres prestations d'assurance. 
Le SIMS est un test pseudo-psychologique. 
En dépit de cela, le SIMS a été traduit dans d'autres langues (allemand, néerlandais, italien, turc, portugais, espagnol),,,,, et est toujours utilisé par de nombreux psychologues ignorant les défauts psychométriques de ce test.